# Medeltidsbrev

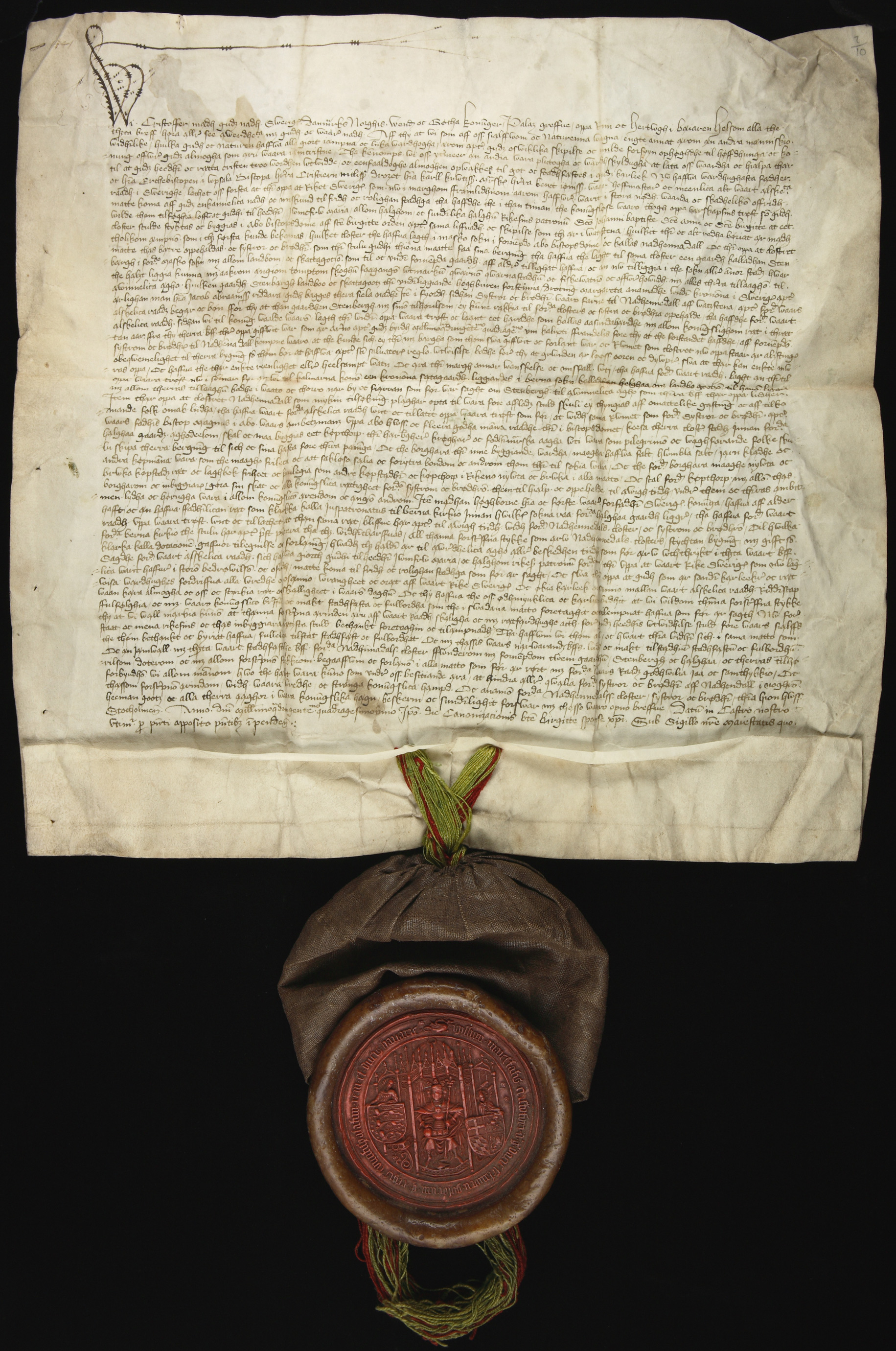
Exempel på ett medeltidsbrev, detta utfärdat av 1441 av Kristofer av Bayern.

Medeltidsbrev (även diplom) är ett samlingsbegrepp för de icke-litterära historiska källor från medeltiden som kännetecknas av att de är utformade i brevform, med en utsatt avsändare och ibland en utsatt adressat. 
Så kallade öppna brev (litterae patentes) riktar sig oftast till alla som kommer att läsa dem. Medeltidsbrev är vanligen dokument med juridisk giltighet. Exempel på kategorier av medeltidsbrev är bytesbrev, gåvobrev, köpebrev, morgongåvobrev, salubrev och privilegiebrev. Privata brev är vanligen dåligt bevarade. 
Över 41 000 svenska medeltidsbrev är kända. Omkring 20 000 av dessa har bevarats i originalform; de flesta på pergament. Ett stort antal har också bevarats i avskrift. I Sverige förvaras de flesta bevarade originalbrev i Riksarkivet. De svenska medeltidsbreven utges i den nationella serien Svenskt Diplomatarium (Diplomatarium Suecanum). Redaktionen är en enhet inom Riksarkivet.
De flesta svenska medeltidsbrev är sökbara genom onlineresursen Svenskt Diplomatariums huvudkartotek.